# Muta Mayola
Muta Mayola, né vers 1885 en Afrique-Équatoriale française et mort vers 1960 à Léopoldville, est un des plus importants sculpteurs africains du vingtième siècle, considéré comme le père de la sculpture congolaise moderne.

## Biographie

### Kingoma
On ne dispose d'aucune information précise sur les origines du sculpteur. Ayant débuté comme sculpteur traditionnel téké dans le village de Kingoma, sa virtuosité lui a valu de se faire remarquer du pouvoir colonial à partir des années 1930.
À partir de 1930, c'est dans le village téké de Kingoma (aujourd'hui Massengo), à une douzaine de kilomètres de la capitale Brazzaville, que Mayola va signer ce que Jean-Luc Aka Evy appellera la première rencontre moderne congolaise entre l’imaginaire urbain et le bois.
Entouré de nombreux élèves qui développent le style dont il est à l'origine, il initie à la sculpture ses neveux Grégoire Massengo et Benoit Konongo. Durant quatre décennies, ils vont perpétuer et développer cet héritage, et le transmettre à leur tour à un grand nombre de sculpteurs. Ils sont aujourd'hui considérés comme les pères de la sculpture congolaise moderne.

### Léopoldville
Vers 1945, Charles Lejeune, premier assureur du Congo Belge, est à la recherche d'un sculpteur africain traditionnel pour entreprendre la décoration de la vaste propriété qu'il vient de racheter au baron Antoine Allard, un artiste belge. Trouvant les sculpteurs de Léopoldville trop contaminés par des influences occidentales, il passe le fleuve et va recruter Muta Mayola dont la réputation lui est parvenue. Le sculpteur et deux de ses fils, Maurice et Célestin, s'installent donc chez Lejeune, à l’ouest de Léopoldville, sur La Corniche de N’Galiema, près de Rhodeby. Ils y passeront au moins sept ans à transformer le manoir du baron Allard en une véritable œuvre d'art.
La demeure de Charles Lejeune fait l'objet de plusieurs reportages mettant les sculptures de Mayola à l'honneur, et qui lui valent alors une notoriété internationale. En 1952, Marion Johnson leur consacre un essai dans le magazine The studio, Sculpture congolaise et romane : UNE COMPARAISON. Les Mayolas travaillent avec les outils les plus primitifs : un petit couteau, un morceau de verre brisé et un petit marteau en bois. Ils dessinent les motifs de leur relief directement sur le bois avec une rapidité étonnante, et leur sens de la composition est vraiment remarquable ; motifs humains, animaux, floraux et rarement géométriques se conjuguent avec une extraordinaire félicité. L'évidente spontanéité de leur inspiration rend d'autant plus remarquable la ressemblance entre leur travail et celui des artisans médiévaux européens. J'ai d'abord été frappée par la similitude entre le style allongé et le groupement de leurs figures et celles des sculptures romanes (notamment le célèbre pupitre de Freudenstatd), et ensuite par les motifs mêmes employés ; qui étaient des versions légèrement plus fleuries des palmettes et des spirales de vigne de conception médiévale. Ecrit-elle. Cet essai fut l'objet de plusieurs articles louant le bon goût de l'assureur Lejeune dans la presse coloniale belge.

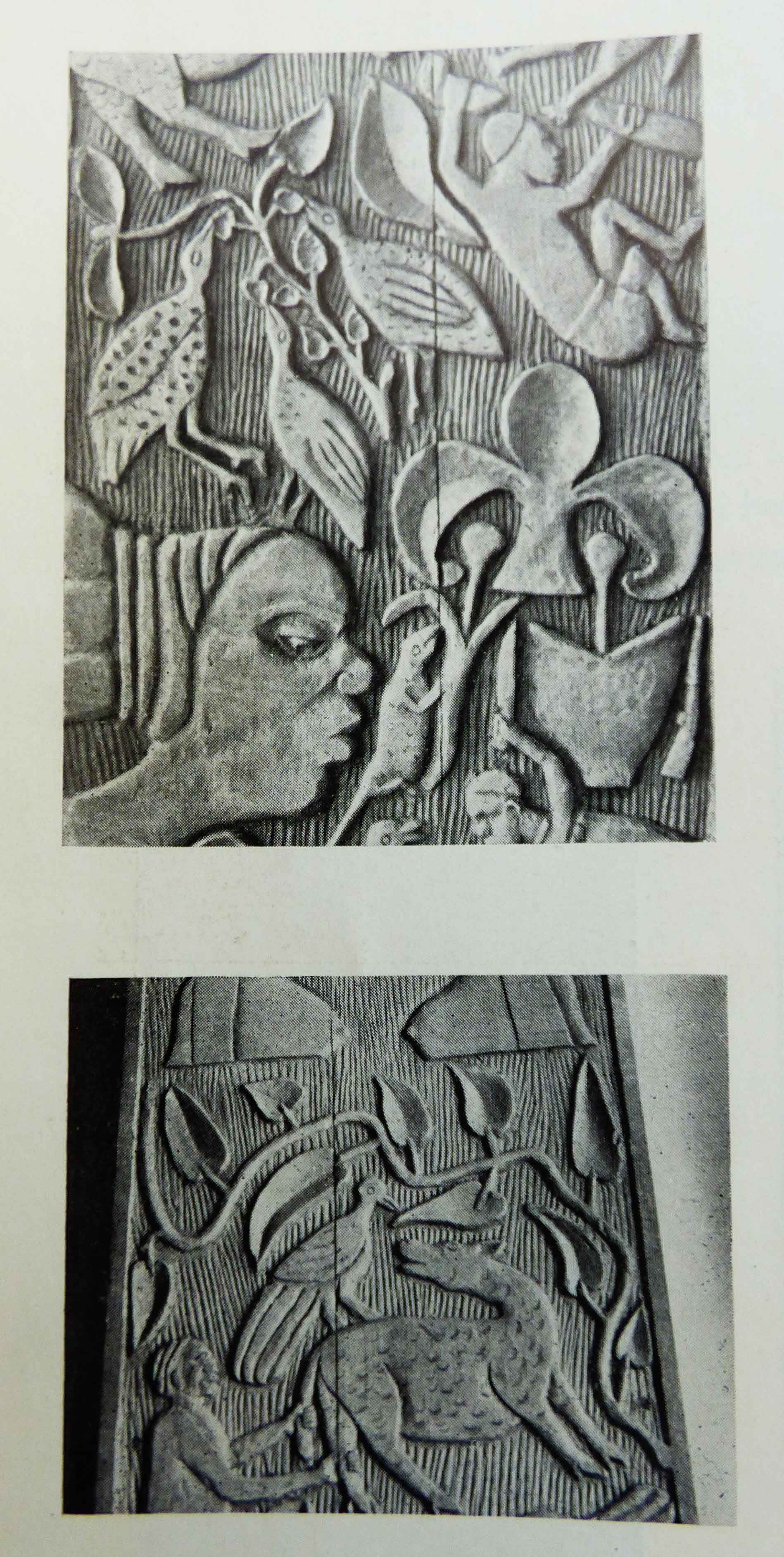
Détail d'un bas-relief de Muta Mayola dans la propriété de Charles Lejeune sur les hauteurs de Kinshassa, photographié par Marion Jonhson en 1952

Toujours en 1952, Mayola obtient le premier prix de sculpture au salon des arts de Léopoldville pour un buste en wengé.
ll créé une école de sculpture à Léopoldville au début des années 1950, qui se caractérise principalement par son usage du bois de wengé pour représenter des personnages figuratifs typiquement congolais.

## Influence
Après son départ pour le Congo belge, ses neveux Grégoire Massengo et Benoit Konongo reprennent son atelier de Kingoma, entourés de nombreux élèves. Ils font évoluer le style créé par Mayola et deviennent vite des sculpteurs célèbres dans toute l'Afrique. De son côté Muta Mayola a formé un grand nombre d'élèves dans son école de Léopoldville. Son influence se retrouve dans la production de nombreux ateliers de sculpture congolais, mais aussi camerounais, gabonais, au Tchad, au Sénégal et en particulier dans toute la sculpture artisanale d'Afrique francophone. Mais elle ne s'est pas arrêtée là puisque son influence est également manifeste dans la production de certains ateliers Kenyans et sud africains. Ce sont donc des dizaines, voire des centaines de milliers de sculptures africaines qui se ressentent de l'influence de Muta Mayola, sans aucun doute le sculpteur congolais le plus influent du vingtième siècle.

## Postérité
L'essentiel des sculptures signées par Muta Mayola et par ses disciples ont quitté le Congo et sont conservées dans des collections privées occidentales. D'après Jean-Luc Aka Evy, qui dresse un historique de la sculpture congolaise dans un article de 2010, Les arts au creuset de la pensée congolaise contemporaine, Il est malheureusement impossible aujourd’hui de trouver les œuvres de cet artiste dont la plupart furent « achetées » ou cédées aux chefs de terre téké.
Si son nom demeure très connu aux deux Congo, Mayola n'est connu que d'un petit nombre de collectionneurs occidentaux. Dans un article publié en 2023, Jonathan Bougard expose le résultat de ses recherches sur le sculpteur, soit huit sculptures signées Mayola retrouvées entre la France, la Belgique et les Etats-Unis. Il dresse également une liste de sculpteurs congolais identifiés comme relevant de l'école de Mayola : On lui associe ses neveux Massengo et Konongo, ses élèves les plus fameux, ainsi qu’Edouard Malonga. Il faut leur ajouter leurs enfants et parfois leurs petits-enfants, comme Guinel et Brice Massengo de nos jours. Ensuite il y a bien sûr les propres fils de Papa Mayola, Maurice et Célestin, qui ont exercé la profession de sculpteurs. Parmi les plus éminents représentants de cette école, il faut encore citer Joseph Bansimba, Daniel Bouesso, M Bondji, Deskobet, Joachim Babindamana, Joseph Bimboulou, André Louya, Dominique Ntembe, Basile Manzouna, Joseph Nketelela, Koua Koua, Moukala, Bernard Mouanga Nkodia, Julien Diandaha, Pierre Malanda et Joseph Mabiala. Tous ont été des sculpteurs reconnus ayant leur propre atelier et de nombreux apprentis.

## Vidéographie
En 2022, Jonathan Bougard et Gilles Broussaud consacrent une série de courts métrages documentaires à L'école de Muta Mayola.

## Galerie

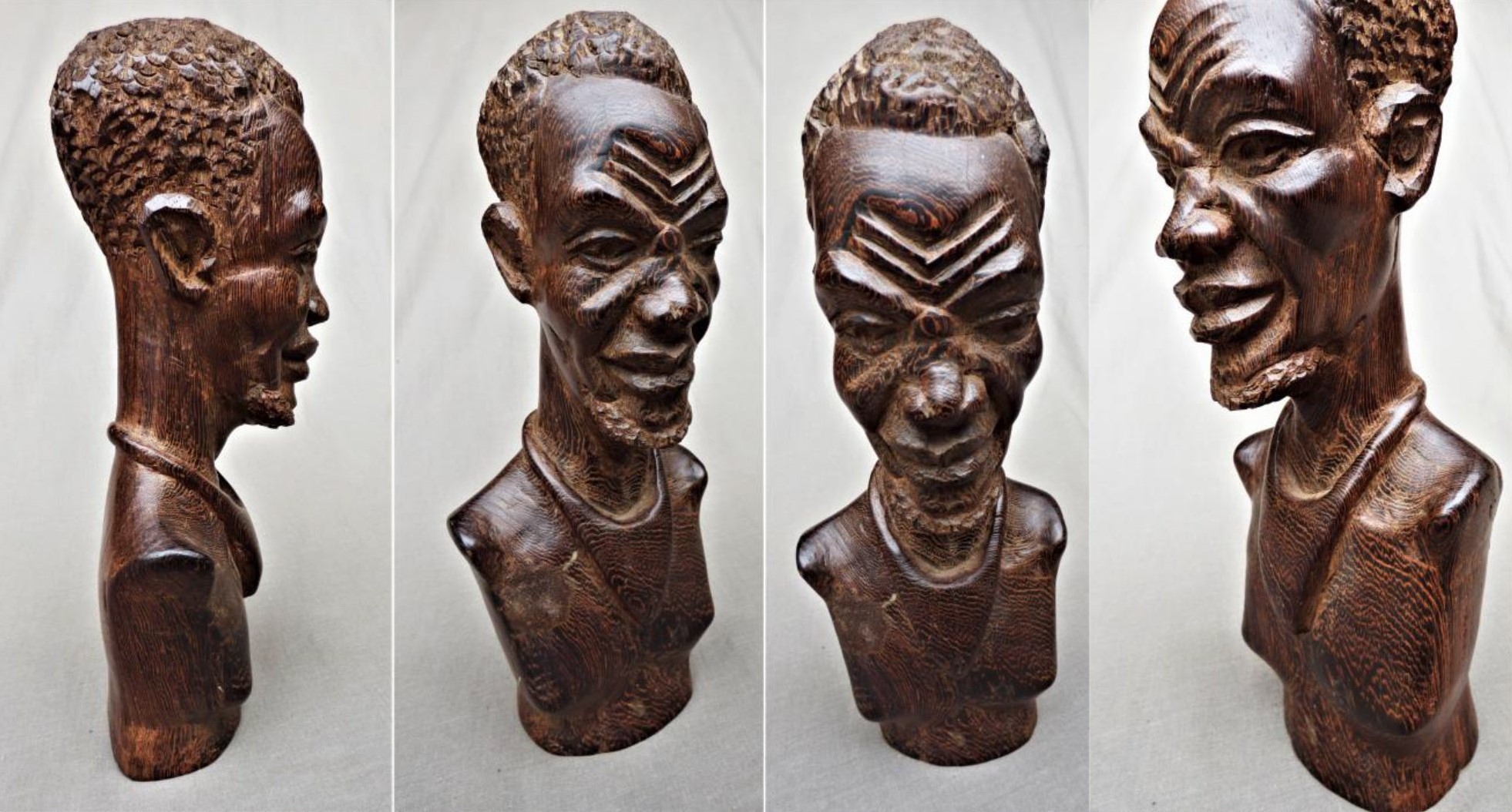
Muta Mayola buste en wengé d'homme souriant signé Mayola sous la base.

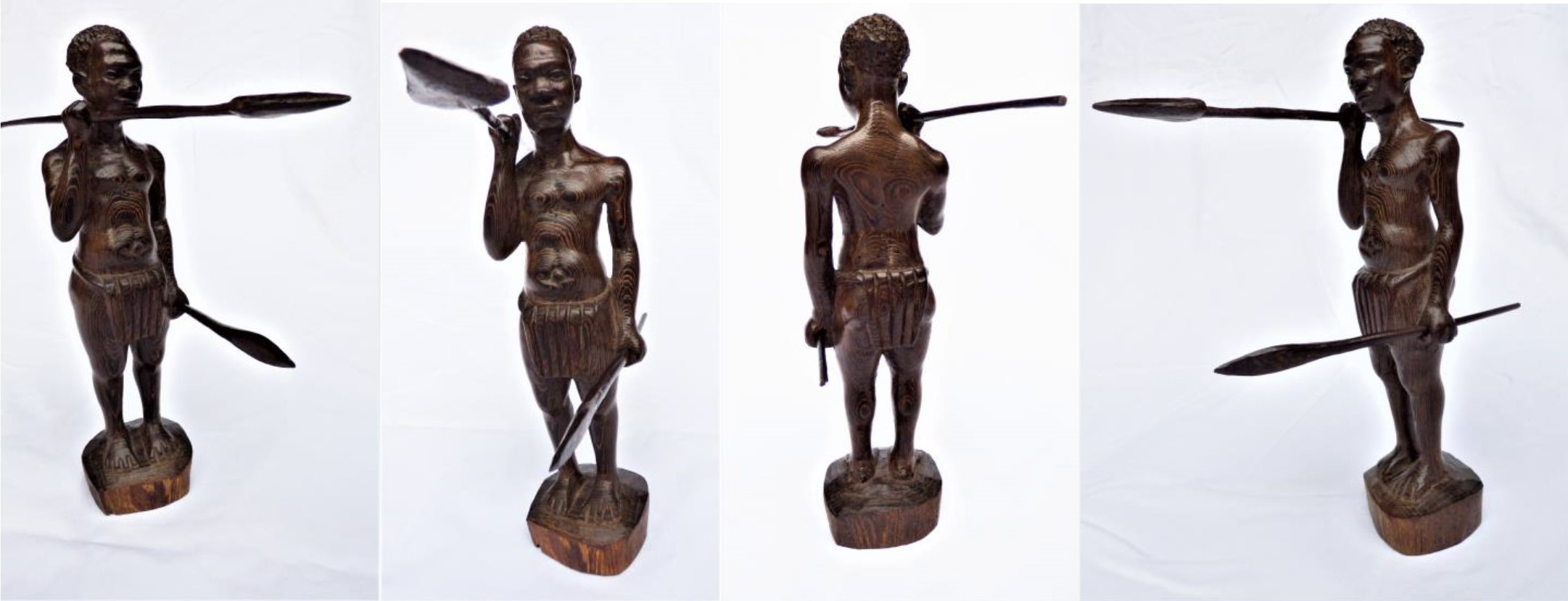
Muta Mayola Guerrier congolais en wengé signé Mayola sous la base, Léopolldville vers 1950.

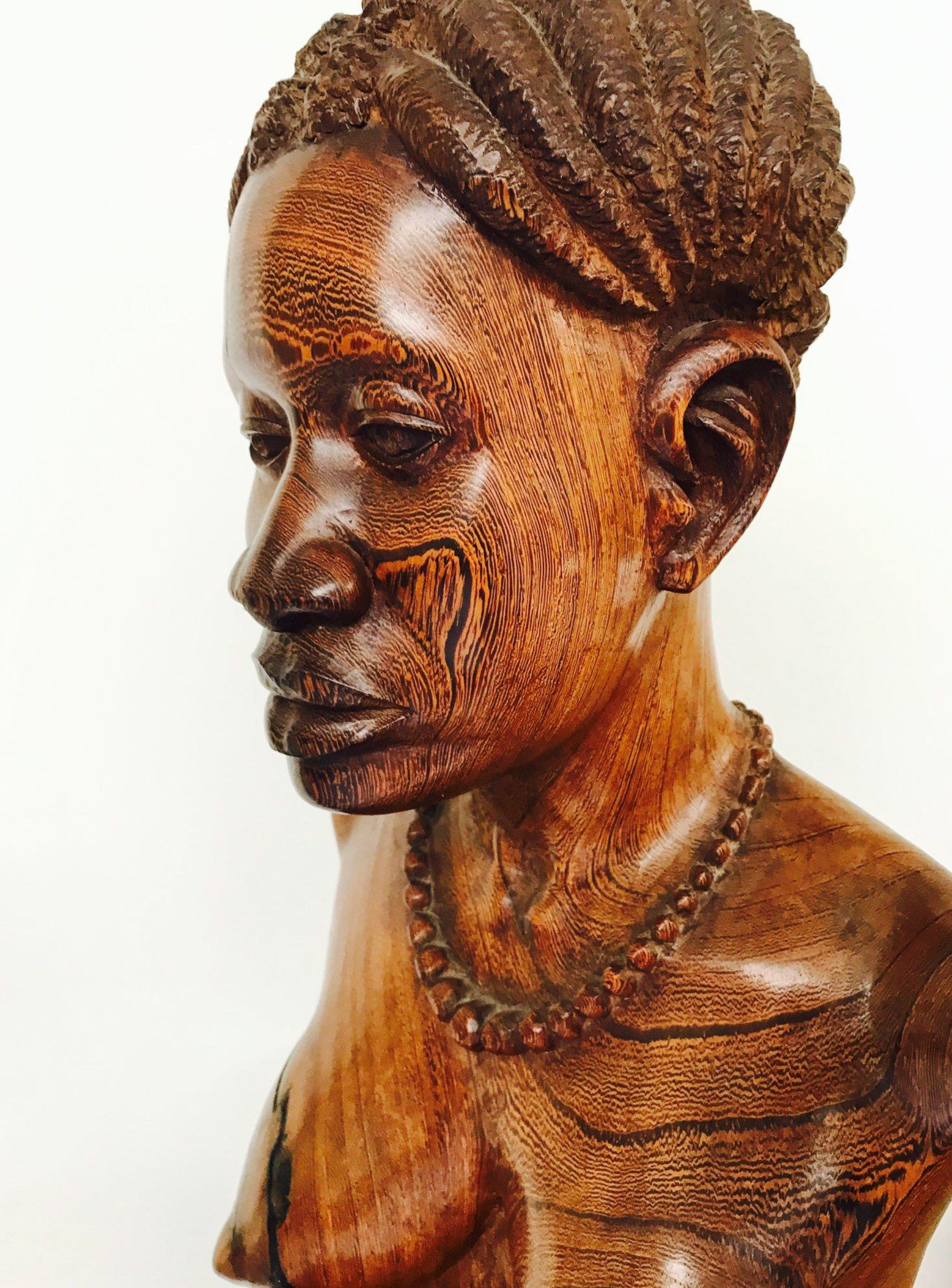
Muta Mayola détail d'un buste en wengé signé Mayola et localisé 79 Dibaya Nouvelle-Cité sous la base

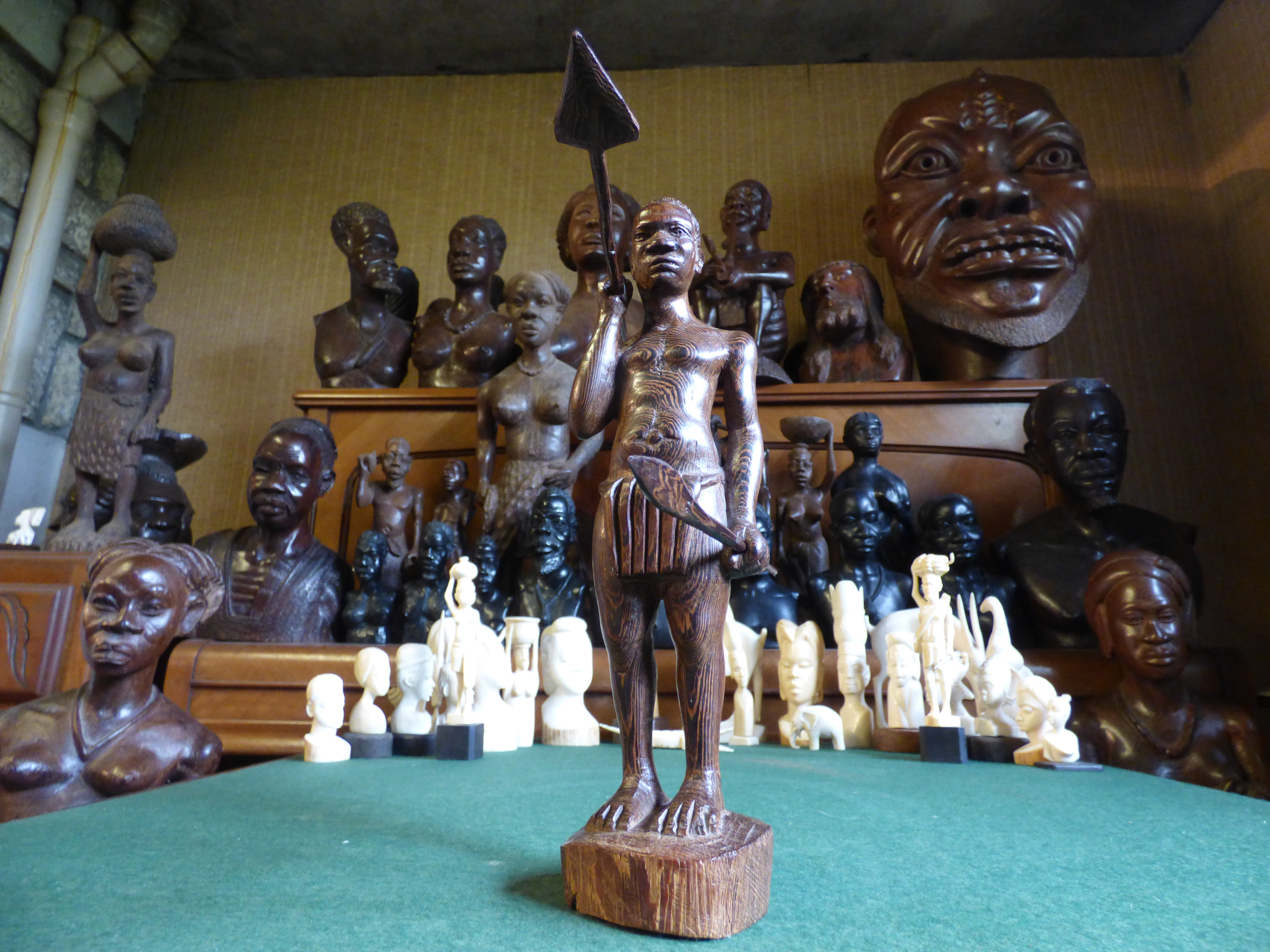
Muta Mayola Guerrier congolais en wengé signé Mayola sous la base.

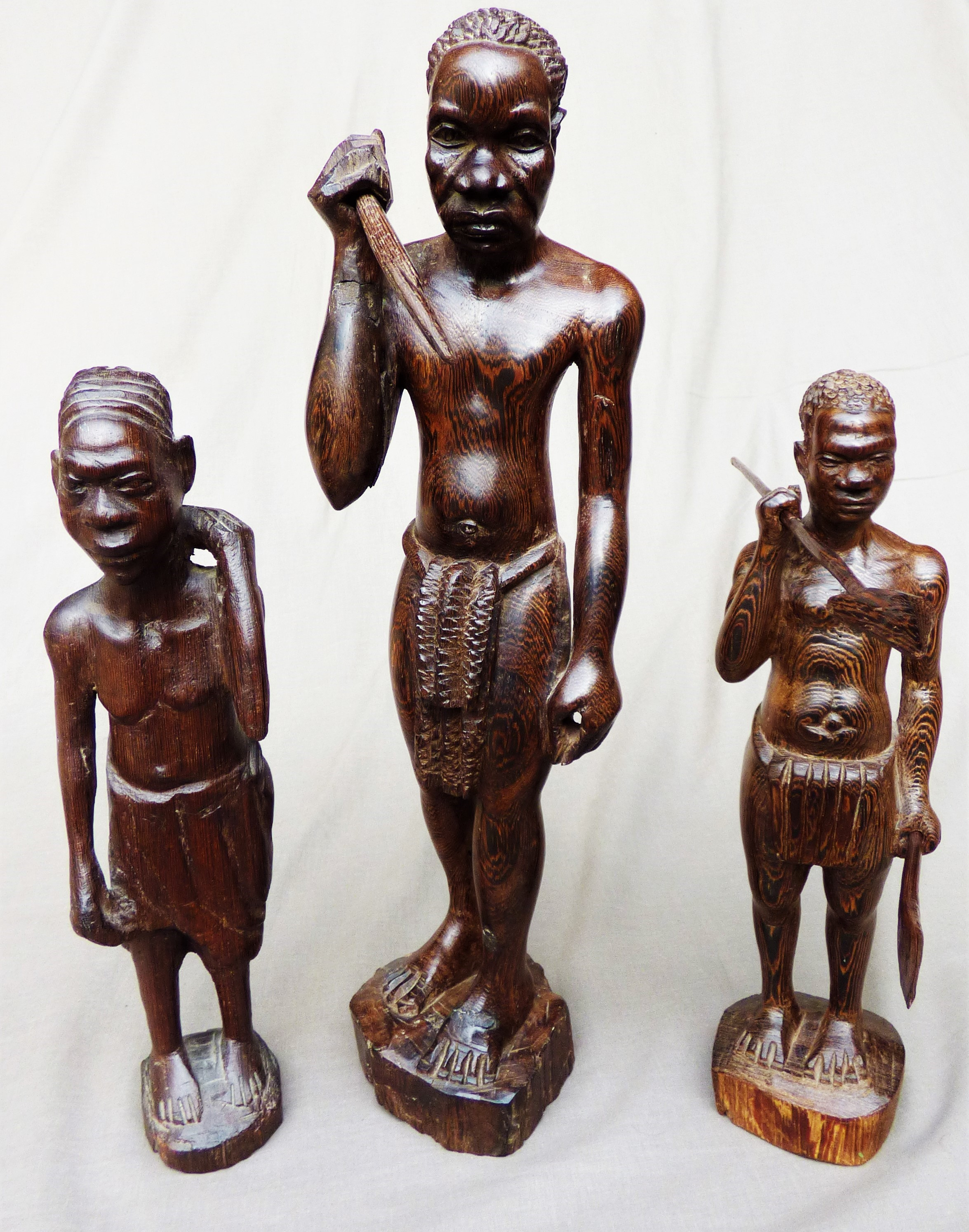
Muta Mayola Guerriers congolais en wengé signés Mayola sous la base.

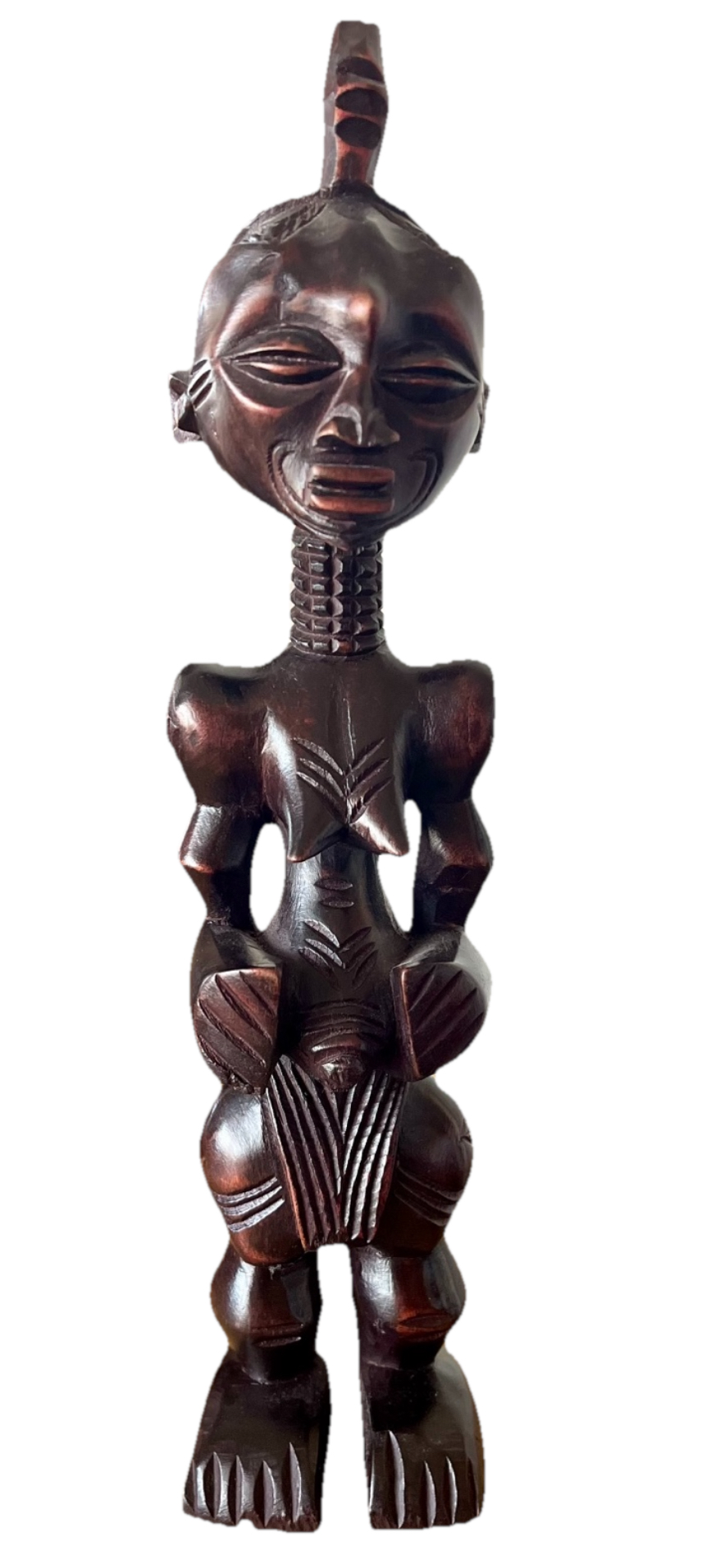
Muta Mayola statuette d'homme en wengé signé Mayola sous la base.

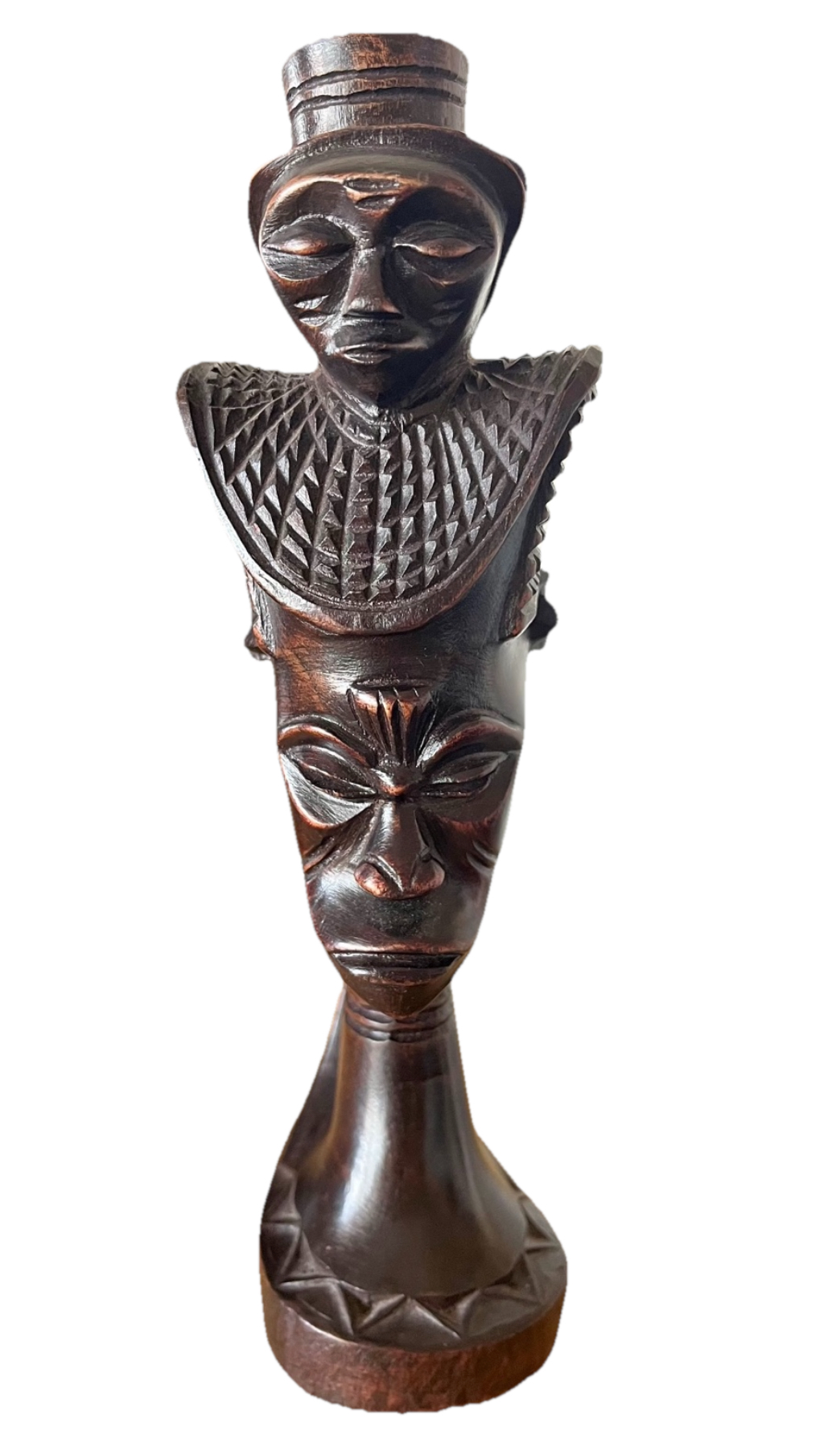
Muta Mayola statuette mortier tabac en wengé signé Mayola sous la base (a)

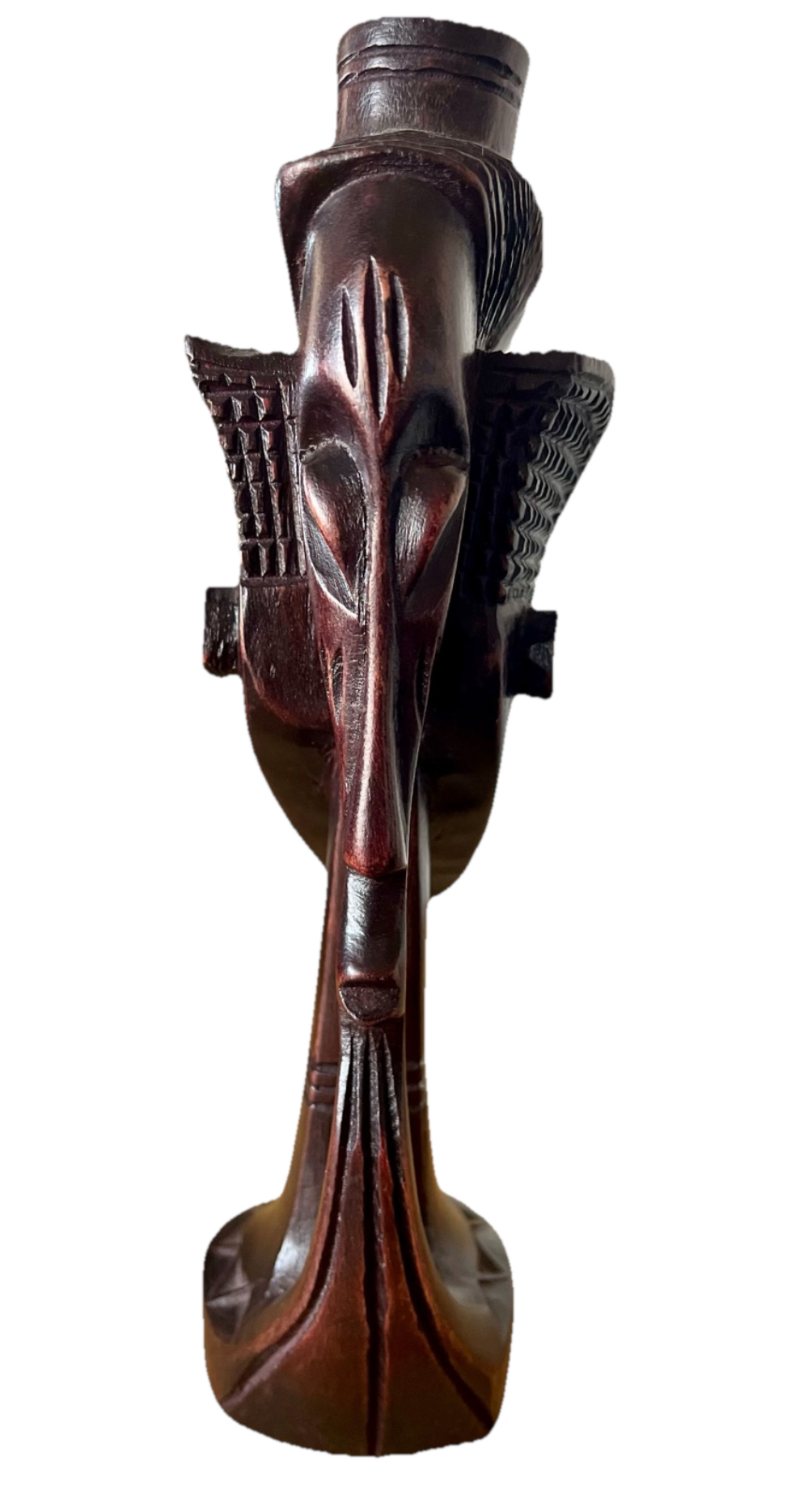
Muta Mayola statuette mortier tabac en wengé signé Mayola sous la base (b)